# 赛拉隆乡
赛拉隆乡，是中华人民共和国甘肃省武威市天祝藏族自治县下辖的一个乡镇级行政单位。

## 行政区划
赛拉隆乡下辖以下地区：
皮袋湾村和吐鲁村。